# Jordan Petroleum Refinery Company
Jordan Petroleum Refinery Company (JPRC) (en arabe : شركة مصفاة البترول الأردنية) est la compagnie nationale jordanienne d'hydrocarbures.
Elle a le monopole et exploite la seule raffinerie de pétrole en Jordanie : la raffinerie de Zarqa. Son nom officiel est Jordan Petroleum Refinery Co. P.L.C.

## Histoire
C'est en 1956 que le Conseil des ministres jordanien accorde son autorisation afin de procéder à la création d'une raffinerie de pétrole dans le Royaume hachémite de Jordanie. Une décision qui sera approuvée le 30 novembre 1956 par le Conseil. Ainsi la compagnie Jordan Petroleum Refinery Company est créé en 1956 et la construction de l'usine de raffinerie de pétrole de Zarqa débute en 1957.
Cette même année, les statuts de la société sont  approuvés, et elle est enregistrée auprès du ministère de la Justice en tant que société à responsabilité limitée, avec une contribution du gouvernement s'élevant à 250 000 de dinars jordaniens (JOD), sur le capital total de 4 millions de dinars jordaniens.
Le 16 novembre 1957, un accord de concession est signé entre le gouvernement jordanien représenté par son ministre de l'Économie, Khalousi Al-Khairi[Qui ?], et la Jordan Petroleum Refinery Co Ltd, représentée pour sa part par son président du conseil d'administration, Abdulmajeed Shouman.
En 1958, le conseil des ministres jordanien approuve l'accord et la loi d'approbation dudit accord est publiée dans le numéro 1373 de la publication officielle. Le conseil d'administration décide alors d'attribuer l'offre pour la construction de la raffinerie à une société italienne. Et le 10 octobre 1958, le contrat de projet est signé. Ce dernier comprend l'exécution et l'exploitation d'une raffinerie de pétrole avec une capacité journalière de 1 000 tonnes métriques, au coût de près de trois millions de dinars jordaniens. Un autre appel d'offres pour la construction d'une canalisation de pétrole brut de 8 pouces de diamètre et 43 km, afin de relier la raffinerie à la Tapline et livrer le pétrole brut au site de la raffinerie, a été attribué au coût de 235 000 JOD
Le 2 février 1961 sa Majesté, le roi Hussein Bin Talal, inaugure la raffinerie de pétrole de Jordanie. Dans un premier temps, la raffinerie commence les opérations de production de différents dérivés de pétrole pour l'approvisionnement en diverses régions du Royaume.
Entre 1970 et 1982, la capacité de production la Jordan Petroleum Refinery Company a augmenté à 8 700 tonnes par jour grâce à trois expansions mises en œuvre dans les années 1970, 1973 et 1982. En 1998, le personnel technique de raffinage a effectué un remappage qui a augmenté la capacité de raffinage à 1 000 tonnes par jour.
Entre 2002 et 2012, plusieurs projets ont été mis en œuvre, ce qui a permis de renforcer la capacité de stockage à plus de 1,58 million de tonnes.
En octobre 2003, la société entre en Bourse et est cotée au Amman Stock Exchange
En 2013, les marchés des produits pétroliers s'ouvrent et trois entreprises sont autorisées à vendre des produits pétroliers dans le royaume, dont l'une appartient à la société qui a été créée sous la dénomination « Jordan Petroleum Products Marketing Company ». Cette société gère le marketing et la distribution du diesel et de l'essence dans le royaume, elle possède et exploite plusieurs stations-service.
Actuellement[Quand ?], la société couvre tous les besoins domestiques des produits pétroliers, et elle expédie généralement ses produits vers d'autres pays. Son président-directeur général est l’ingénieur Abdel Karim Hussein Alawin (Chief Executive Officer).

## Siège social
Son siège social est basé à Amman, dans la rue Al-Rainbow Street.

## Production
Jordan Petroleum Refinery Company Ltd. s'engage dès 1956 dans le raffinage, la production, la distribution et le transport de produits pétroliers en Jordanie. La société fournit des produits d'asphalte tels que l'asphalte soufflé et liquide, les carburants, y compris les gaz de pétrole liquéfiés, l'essence, le kérosène, le carburant d'aviation, le diesel et les fiouls. Il fournit également des huiles lubrifiantes comprenant des huiles de moteur, y compris l'essence automobile, le diesel commercial et léger, les huiles lourdes à moteur diesel, diesel industriel et les huiles pour moteurs diesel ferroviaires, lubrifiants pour engrenages, tels que les lubrifiants pour engins automobiles et industriels. Elle produit aussi des fluides hydrauliques, huiles de compresseur, fluides de transmission, lubrifiants pour roulements et autres produits.

## Action
La société accorde 1 % de ses bénéfices pour soutenir la recherche scientifique dans les universités. Le montant est réparti également entre les universités jordaniennes.